# Kunduz (rzeka)
Kunduz – rzeka w Afganistanie, lewy dopływ Amu-darii. Długość - 420 km.